# Мисија Кандахар
Мисија Кандахар (енгл. Kandahar) амерички је акциони филм из 2023. године. Режију потписује Рик Роман Во, по сценарију Мичела Лафортјуна, док главну улогу тумачи Џерард Батлер.
Приказивање у биоскопима започело је 26. маја 2023. године у САД, односно 22. јуна исте године у Србији. Добио је помешане рецензије критичара.

## Радња
Оперативац Ције и његов преводилац беже од специјалних снага у Авганистану након што су разоткрили тајну мисију.

## Улоге
| Глумац               | Улога         |
| -------------------- | ------------- |
| Џерард Батлер        | Том Харис     |
| Али Фазал            | Кахил Насир   |
| Навид Негабан        | Мо Дауд       |
| Бахадор Фолади       | Фарзад Асади  |
| Нина Тусен Вајт      | Луна Куџај    |
| Василис Кукалани     | Башар         |
| Марк Арнолд          | Марк Лоу      |
| Том Рис Харис        | Оливер Алтман |
| Кори Џонсон          | Крис Хојт     |
| Травис Фимел         | Роман Чалмерс |
| Рави Аујла           | Сираџ Ага     |
| Реј Харатијан        | Исмаил Рабани |
| Оливија-Меј Барет    | Ајда Харис    |
| Ребека Колдер        | Корин Харис   |
| Фајзан Мунавар Варја | Ахмед Насири  |